# Adolf-Grimme-Preis 2005
Der 41. Adolf-Grimme-Preis wurde 2005 verliehen. Die Preisverleihung fand am 18. März 2005 im Theater Marl statt. Die Moderation übernahm dabei Bettina Böttinger.
Im Rahmen der Veranstaltung wurden neben dem Adolf-Grimme-Preis noch weitere Preise, unter anderem auch der Marler Gruppe sowie des Deutschen Volkshochschul-Verbandes, vergeben.

## Preisträger

### Adolf-Grimme-Preis mit Gold

#### Fiktion & Unterhaltung
- Olli Dittrich (für die Sendereihe Dittsche, WDR)
- Nina Hoss (Darstellung), Benno Fürmann (Darstellung) und Christian Petzold (Buch/Regie) (für die Sendung Wolfsburg, ZDF / Arte)

### Adolf-Grimme-Preis

#### Information & Kultur
- Stefan Wirtz (Redaktion), Frank Plasberg (Moderation) und Jürgen Schulte (Produktion) (für die Sendereihe Hart aber fair, WDR)
- Die Rapoports – Unsere drei Leben (Dokumentation des ZDF und ARTE über das Leben von Ingeborg und Samuel Mitja Rapoport)
- Oliver Axer (Buch/Regie), Susanne Benze (Buch/Regie) und C. Cay Wesnigk (für die Sendung Hitlers Hitparade, ZDF / Arte)
- Karsten Laske (Regie und Buch) und Gunnar Dedio (Produktion) (für die Sendung Damals in der DDR, ARD / MDR / WDR)
- Abdullah Ibrahim (ZDF/ARTE)

#### Fiktion & Unterhaltung
- Franz Xaver Bogner stellv. für das gesamte Produktionsteam von München 7 (BR)
- Andrea Sawatzki (Darstellung), Jörg Schüttauf (Darstellung), Stephan Falk (Buch), Thomas Freundner (Buch und Regie), für die Sendung Tatort – Herzversagen (ARD / HR)
- Maggie Peren (Buch und Darstellung), Ken Duken (Darstellung), Annette Ernst (Regie) (für die Tragikomödie Kiss and Run, ZDF)
- Grüße aus Kaschmir (ARD/BR)

#### Spezial
- Gert Scobel (für Kulturzeit, delta auf 3sat)
- Beate Langmaack, Henry Hübchen, Uwe Steimle („für die Gestaltung und Weiterentwicklung des Polizeiruf 110“ (ARD/NDR))
- Stefan Raab („für die Entdeckung und Förderung von Musiktalenten durch SSDSGPS – Ein Lied für Istanbul“, ProSieben)

### Besondere Ehrung des Deutschen Volkshochschul-Verbandes
- Klaus Doldinger (für die Schaffung eines audio-visuellen Gesamtkunstwerkes durch die überzeugende Kombination von Bild und Ton)

### „Kultur“ – Sonderpreis des Landes Nordrhein-Westfalen
- Neruda (ARD/SWR/ARTE)

### Publikumspreis der Marler Gruppe
- Zeit der Wünsche (ARD/WDR/BR)